# Bernard Tissier de Mallerais
Bernard Tissier de Mallerais (Sallanches, 14 settembre 1945 – Martigny, 8 ottobre 2024) è stato un vescovo cattolico francese appartenente alla Fraternità sacerdotale San Pio X. Fu scomunicato da papa Giovanni Paolo II nel 1988 perché consacrato senza mandato pontificio dall'arcivescovo Marcel Lefebvre e dal vescovo Antônio de Castro Mayer, iniziativa che la Santa Sede considerò al pari di un atto scismatico. Ottenne la remissione della scomunica da papa Benedetto XVI il 21 gennaio 2009.

## Biografia
Bernard Tissier de Mallerais nacque a Sallanches, nell'Alta Savoia, il 14 settembre 1945.

### Formazione e ministero sacerdotale
Dopo aver conseguito una laurea in biologia, nell'ottobre del 1969 entrò nel seminario internazionale della Fraternità sacerdotale San Pio X di Ecône, in Svizzera.
Il 29 giugno 1975 fu ordinato presbitero da monsignor Marcel Lefebvre a Ecône. Fu prima professore, poi vicerettore e infine rettore del seminario internazionale di Ecône. In seguito fu nominato segretario generale della Fraternità sacerdotale San Pio X.

### Consacrazione e scomunica
Nel giugno del 1988 l'arcivescovo Marcel Lefebvre annunciò la sua intenzione di consacrare Bernard Tissier de Mallerais e altri tre preti - Bernard Fellay, Alfonso de Galarreta e Richard Williamson - come vescovi. Monsignor Lefebvre tuttavia non aveva il mandato pontificio - ovvero il permesso del papa - per conferire il sacramento come normalmente richiesto dal canone 1382 del Codice di diritto canonico. Il 17 giugno 1988 il cardinale Bernardin Gantin, prefetto della Congregazione per i vescovi, inviò ai quattro sacerdoti un avviso canonico formale che notificava loro che sarebbero incorsi automaticamente nella pena della scomunica se fossero stati consacrati da monsignor Lefebvre senza il permesso del papa.
Il 30 giugno 1988 padre Tissier de Mallerais e gli altri tre sacerdoti furono comunque consacrati vescovi da monsignor Lefebvre e da monsignor Antônio de Castro Mayer. Il 1º luglio 1988 il cardinale Gantin pubblicò una dichiarazione in cui affermava che Lefebvre, de Castro Mayer, Tissier de Mallerais e gli altri tre vescovi appena ordinati "hanno subito ipso facto la scomunica latae sententiae riservata alla Sede Apostolica".
Il 2 luglio 1988 papa Giovanni Paolo II pubblicò il motu proprio Ecclesia Dei in cui riaffermò la scomunica e descritto la consacrazione come un atto di "disobbedienza al Romano Pontefice in una questione molto grave e di suprema importanza per l'unità della Chiesa" e che "tale disobbedienza - che implica in pratica il rifiuto del primato romano - costituisce un atto scismatico". Il cardinale Darío Castrillón Hoyos, capo della commissione incaricata dell'attuazione del documento, affermò che ciò comportò una "situazione di separazione, anche se non si trattava di uno scisma formale".
La Fraternità sacerdotale San Pio X negò la validità delle scomuniche, affermando che le consacrazioni erano necessarie a causa di una crisi morale e teologica nella Chiesa cattolica.

### Ministero episcopale
Dopo la sua consacrazione episcopale, monsignor Tissier de Mallerais continuò a occupare la posizione di segretario generale della Fraternità sacerdotale San Pio X fino al 1996. Nel 1991 assistette alla consacrazione di padre Licínio Rangel come vescovo dell'Unione Sacerdotale San Giovanni Maria Vianney dopo la morte del suo fondatore, il vescovo Antônio de Castro Mayer. Nel 2002 scrisse una biografia del vescovo Lefebvre (traduzione italiana Mons. Marcel Lefebvre. Una vita, Tabula fati, Chieti, 2005).
Con decreto del 21 gennaio 2009 (protocollo n. 126/2009), emesso in risposta a una rinnovata richiesta fatta da monsignor Bernard Fellay a nome di tutti e quattro i vescovi che monsignor Lefebvre aveva consacrato il 30 giugno 1988, il cardinale Giovanni Battista Re, prefetto della Congregazione per i vescovi, con il potere espressamente concesso a lui da papa Benedetto XVI, rimise la scomunica automatica che avevano subito ed espresse l'auspicio che a ciò sarebbe seguita rapidamente il rientro in piena comunione dell'intera Fraternità sacerdotale San Pio X con la Chiesa cattolica, testimoniando così unità visibile, vera lealtà e il vero riconoscimento del magistero e dell'autorità del papa. Come tutti i membri della Fraternità rimase tuttavia sospeso a divinis sine die.
Monsignor Tissier de Mallerais risiedette a lungo nel seminario di Ecône prima di trasferirsi a Chicago nel 2012, presso il Priorato della Madonna Immacolata nel quartiere Dunning della città. In tale periodo, considerato come il teologo della Fraternità, scrisse "L'Étrange Théologie de Benoît XVI", pubblicato nel 2010 in cui criticava le posizioni e le dichiarazioni "sorprendenti" di papa Benedetto XVI nei confronti della fede cattolica.
A causa di una caduta accidentale dalle scale del Seminario internazionale di San Pio X ad Ecône il 28 settembre 2024, che gli causò una emorragia cerebrale e coma, fu ricoverato all'ospedale di Martigny. Morì l'8 ottobre seguente a causa delle complicazioni dovute all'incidente. La messa funebre venne celebrata il 18 ottobre dal vescovo lefebvriano Alfonso de Galarreta e fu sepolto nella cripta del seminario internazionale San Pio X di Ecône.
Parlava francese, inglese e tedesco e aveva una certa conoscenza dello spagnolo.

## Genealogia episcopale e successione apostolica
La genealogia episcopale è:
- Cardinale Scipione Rebiba
- Cardinale Giulio Antonio Santori
- Cardinale Girolamo Bernerio, O.P.
- Arcivescovo Galeazzo Sanvitale
- Cardinale Ludovico Ludovisi
- Cardinale Luigi Caetani
- Cardinale Ulderico Carpegna
- Cardinale Paluzzo Paluzzi Altieri degli Albertoni
- Papa Benedetto XIII
- Papa Benedetto XIV
- Papa Clemente XIII
- Cardinale Marcantonio Colonna
- Cardinale Giacinto Sigismondo Gerdil, B.
- Cardinale Giulio Maria della Somaglia
- Cardinale Carlo Odescalchi, S.I.
- Vescovo Eugène de Mazenod, O.M.I.
- Cardinale Joseph Hippolyte Guibert, O.M.I.
- Cardinale François-Marie-Benjamin Richard
- Vescovo Marie-Prosper-Adolphe de Bonfils
- Cardinale Louis-Ernest Dubois
- Arcivescovo Jean-Arthur Chollet
- Arcivescovo Héctor Raphaël Quilliet
- Vescovo Charles-Albert-Joseph Lecomte
- Cardinale Achille Liénart
- Arcivescovo Marcel Lefebvre, C.S.Sp.
- Vescovo Bernard Tissier de Mallerais

La successione apostolica è:
- Vescovo Licínio Rangel (1991)